# アスカリ・A10
アスカリ・A10（Ascari_A10）は、イギリスの自動車メーカー、アスカリ・カーズが製造しているスポーツカー。

## 解説
2006年に発売されたアスカリとしては二台目の市販車で、50台限定で販売された。スペインGTのレーシングカーを公道を走れるよう再設計したものである。
トランスミッションは6速MTだが、オプションとしてシーケンシャルミッションを選択することができる。
動力はBMW製V型8気筒5リットルエンジンである。
車両価格は350,000ポンド（約7000万円）と、KZ1よりもとても高い値段設定となっている。